# Alsodes vanzolinii
Alsodes vanzolinii é uma espécie de anfíbio anuro da família Alsodidae. É considerada criticamente em perigo pela Lista Vermelha da UICN. Está presente em Chile.